# Song Jae-ho
Dans ce nom coréen, le nom de famille, Song, précède le nom personnel Jae-ho.
Pour les articles homonymes, voir Song.
Song Jae-ho (en coréen : 송재호), né le 24 janvier 1994, est un escrimeur sud-coréen. Il a décroché une médaille de bronze aux Jeux olympiques d'été de 2020 dans l'épreuve d'épée par équipes.

## Carrière
En 2013, au début de sa carrière séniors, il est médaillé de bronze aux championnats d'Asie d'Incheon. Il ne participera pas aux jeux olympiques de 2016 car d'autres épéistes sont mieux classés.
En 2020 pourtant, Song Jae-ho se voit offrir l'occasion d'une sélection aux Jeux olympiques par équipe comme remplaçant et ne dispute pas le tournoi individuel. Par équipes, Ma Se-geon ne disputera qu'un seul assaut lors du quart de finale contre la Suisse, perdu (2-5) contre Michele Niggeler, et sera remplacé par Song, pourtant encore moins bien classé que lui. Le règlement olympique n'autorisant qu'un seul changement sur toute la durée de la compétition, il assure la victoire avec ses coéquipiers contre les Suisses (44-39) mais sera défait contre le Japon en demi-finale (38-45). L'équipe s'impose en petite finale face à la Chine (45-42). 

## Palmarès
- Jeux olympiques
  -  Médaille de bronze par équipes aux Jeux olympiques de 2020 à Tokyo